# Sokolovyj
Sokolovyj (in russo Соколовый?) è un insediamento di tipo urbano dell'oblast' di Saratov, in Russia. Dal 1º gennaio 2022 fa parte del circondario urbano di Saratov. Precedentemente faceva parte del distretto Saratovskij.
Il villaggio si trova a 18 km dalla città di Saratov.